# Grand Prix automobile d'Albi 1946
Le Grand Prix automobile d'Albi 1946 est un Grand Prix qui s'est tenu sur le circuit d'Albi le 14 juillet 1946.

## Classement de la course

### Classement de la première manche
| Pos. | no | Pilote           | Écurie                         | Châssis      | Tours | Temps/Abandon              |
| ---- | -- | ---------------- | ------------------------------ | ------------ | ----- | -------------------------- |
| 1    | 8  | Tazio Nuvolari   | Privé                          | Maserati 4CL | 16    | 58 min 0 s 7 (146,96 km/h) |
| 2    | 10 | Henri Louveau    | Scuderia Automovilistica Milan | Maserati 4CL | 16    | + 3 min 22 s 0             |
| 3    | 28 | « Raph »         | Écurie Naphtra Course          | Maserati 4CL | 16    | + 3 min 32 s 0             |
| 4    | 30 | Alfred Wormser   | Privé                          | Maserati 4CL | 15    | + 1 tour                   |
| 5    | 24 | Leslie Brooke    | ERA Ltd.                       | ERA Type B   | 13    | + 2 tours                  |
| 6    | 18 | Jean Achard      | Privé                          | Maserati 4CL | 13    | + 3 tours                  |
| 7    | 22 | Ciro Basadonna   | Privé                          | Maserati 4CM | 13    | + 3 tours                  |
| Abd. | 20 | Reg Parnell      | Privé                          | Maserati 4CL | 12    | Magnéto                    |
| Abd. | 12 | Raymond Sommer   | Privé                          | Maserati 6CM | 5     | Suralimentation            |
| Abd. | 22 | David Hampshire  | Privé                          | Delage 15S8  | 5     | Magnéto                    |
| Abd. | 32 | Luigi Platé      | Privé                          | Talbot 700   | 5     | Moteur                     |
| Abd. | 14 | Robert Mazaud    | Privé                          | Maserati 4CL | 2     | Cylindre                   |
| Np.  | 4  | Luigi Villoresi  | Scuderia Ambrosiana            | Maserati 4CL |       | Non partant                |
| Np.  | 2  | Arialdo Ruggieri | Privé                          | Maserati 4CL |       | Non partant                |

### Classement de la deuxième manche
| Pos. | no | Pilote          | Écurie                         | Châssis      | Tours | Temps/Abandon                   |
| ---- | -- | --------------- | ------------------------------ | ------------ | ----- | ------------------------------- |
| 1    | 4  | Luigi Villoresi | Scuderia Ambrosiana            | Maserati 4CL | 16    | 56 min 35 s 8 (150,65 km/h)     |
| 2    | 8  | Tazio Nuvolari  | Privé                          | Maserati 4CL | 16    | + 1 min 9 s 1                   |
| 3    | 10 | Henri Louveau   | Scuderia Automovilistica Milan | Maserati 4CL | 15    | + 1 tour                        |
| 4    | 2  | Arialdo Ruggeri | Privé                          | Maserati 4CL | 15    | + 1 tour                        |
| 5    | 24 | Leslie Brooke   | ERA Ltd.                       | ERA Type B   | 15    | + 1 tour                        |
| 6    | 28 | « Raph »        | Écurie Naphtra Course          | Maserati 4CL | 15    | + 1 tour                        |
| 7    | 30 | Alfred Wormser  | Privé                          | Maserati 4CL | 14    | + 2 tours                       |
| 8    | 20 | Reg Parnell     | Privé                          | Maserati 4CL | 13    | + 3 tours                       |
| 9    | 18 | Jean Achard     | Privé                          | Maserati 4CL | 13    | + 3 tours                       |
| Np.  | 22 | Ciro Basadonna  | Privé                          | Maserati 4CM |       | Retiré                          |
| Np.  | 12 | Raymond Sommer  | Privé                          | Maserati 6CM |       | Abandon dans la première manche |
| Np.  | 22 | David Hampshire | Privé                          | Delage 15S8  |       | Abandon dans la première manche |
| Np.  | 32 | Luigi Platé     | Privé                          | Talbot 700   |       | Abandon dans la première manche |
| Np.  | 14 | Robert Mazaud   | Privé                          | Maserati 4CL |       | Abandon dans la première manche |

### Résultat agrégé
| Pos. | no | Pilote          | Écurie                         | Châssis      | Tours | Temps/Abandon                   |
| ---- | -- | --------------- | ------------------------------ | ------------ | ----- | ------------------------------- |
| 1    | 8  | Tazio Nuvolari  | Privé                          | Maserati 4CL | 32    | 1 h 55 min 45 s 6 (147,36 km/h) |
| 2    | 10 | Henri Louveau   | Scuderia Automovilistica Milan | Maserati 4CL | 31    | + 1 tour                        |
| 3    | 28 | « Raph »        | Écurie Naphtra Course          | Maserati 4CL | 31    | + 1 tour                        |
| 4    | 30 | Alfred Wormser  | Privé                          | Maserati 4CL | 29    | + 3 tours                       |
| 5    | 24 | Leslie Brooke   | ERA Ltd.                       | ERA Type B   | 29    | + 3 tours                       |
| 6    | 18 | Jean Achard     | Privé                          | Maserati 4CL | 26    | + 6 tours                       |
| 7    | 22 | Reg Parnell     | Privé                          | Maserati 4CL | 24    | + 8 tours                       |
| 8    | 4  | Luigi Villoresi | Scuderia Ambrosiana            | Maserati 4CL | 16    | + 16 tours                      |
| 9    | 2  | Arialdo Ruggeri | Privé                          | Maserati 4CL | 15    | + 17 tours                      |
| 10   | 34 | Ciro Basadonna  | Privé                          | Maserati 4CL | 13    | + 19 tours                      |
| 11   | 12 | Raymond Sommer  | Privé                          | Maserati 6CM | 5     | Moteur                          |
| 12   | 22 | David Hampshire | Privé                          | Delage 15S8  | 5     | Magnéto                         |
| 13   | 32 | Luigi Platé     | Privé                          | Talbot 700   | 5     | Moteur                          |
| 14   | 14 | Robert Mazaud   | Privé                          | Maserati 4CL | 2     | Cylindre                        |

- Légende: Abd.=Abandon - Dsq.=Disqualifié - Np.=Non partant.

## Pole positions et records du tour
- Manche 1
  - Pole position :  Reg Parnell (Maserati) en 3 min 42 s 3.
  - Meilleur tour en course :  Raymond Sommer (Maserati) en 3 min 25 s 6 (155,75 km/h).
- Manche 2
  - Pole position :  Tazio Nuvolari (Maserati) arrivé premier de la manche 1.
  - Meilleur tour en course :  Luigi Villoresi (Maserati) en 3 min 22 s 3 (158,03 km/h).